# Buttermilk Channel

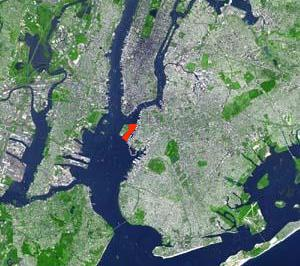
de locatie van het Buttermilk Channel (rood)

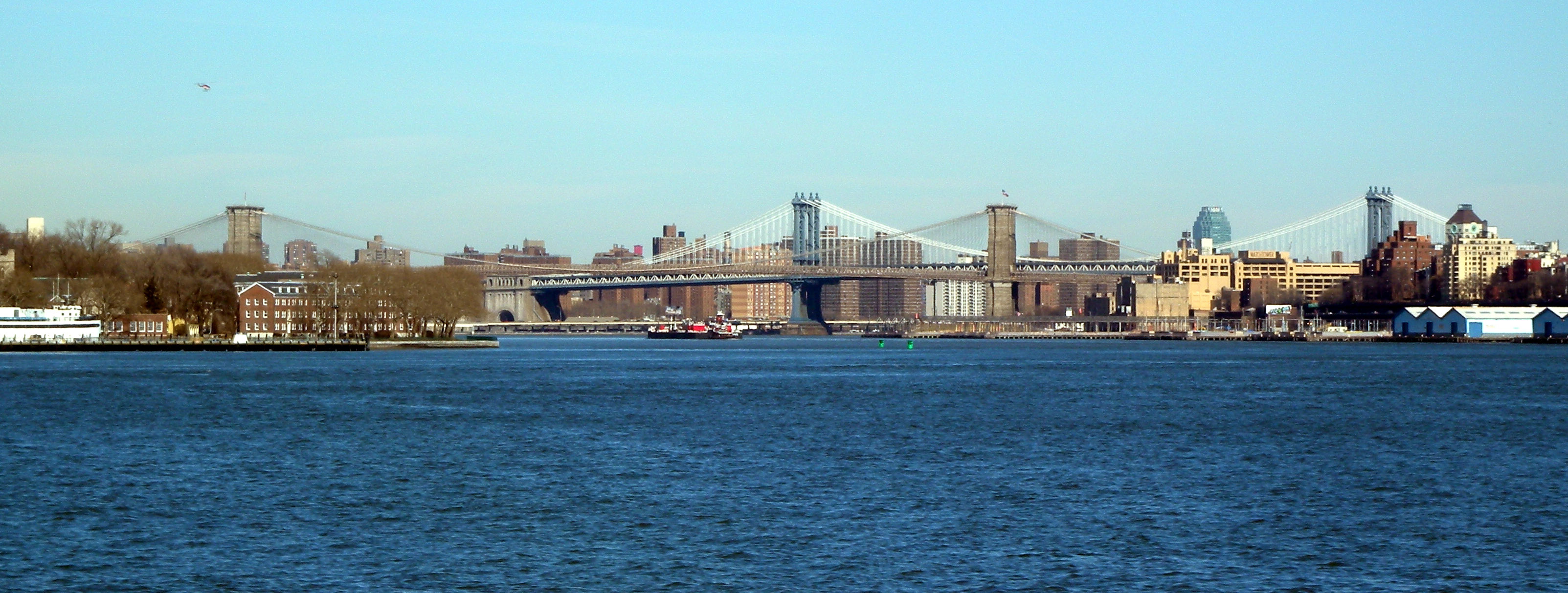
Buttermilk Channel: Governors Island linkerkant, Brooklyn's waterfront Red Hook rechterkant

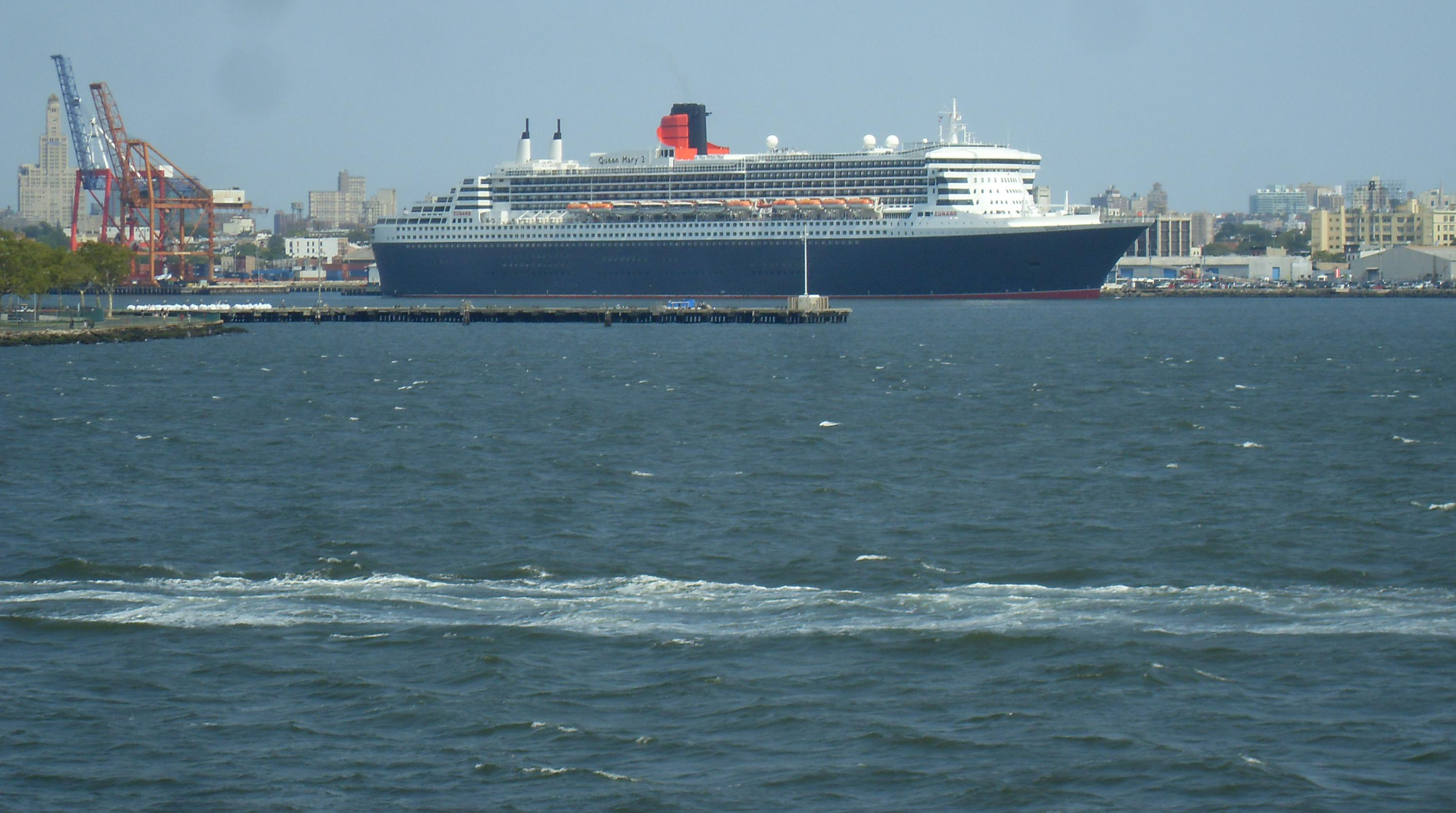
Queen Mary 2 in het Buttermilk Channel bij de Brooklyn Cruise Terminals

Buttermilk Channel is een kleine waterweg in de Amerikaanse stad New York met een lengte van ongeveer 1,6 kilometer en een breedte van 400 meter. Hij scheidt Governors Island van Brooklyn in de Upper New York Bay.
In een ver verleden kon het kanaal worden overgestoken tijdens laag tij en brachten landbouwers hun koeien over naar de weiden op Governors Island om de beesten te laten grazen.
Van oudsher is het een druk bevaren scheepvaartroute en de meest geschikte toegang tot de waterkant van Brooklyn.